# عروس بیانکا
عروس بیانکا فیلمی به کارگردانی و نویسندگی شاپور قریب محصول سال ۱۳۴۹ است.

## خلاصه داستان
شاهزاده سرزمین بیانکا که از تشریفات و تجمل به تنگ آمده است، به صورت ناشناس وارد تهران شده و در جریان حادثه‌ای با دختری آشنا می‌شود...

## بازیگران
- فروزان
- منوچهر وثوق
- حبیب‌اله بلور
- منصور سپهرنیا
- ابراهیم فخار
- اسدالله یکتا
- اکبر جنتی شیرازی
- دیانا
- سونیا
- شهروز رامتین
- نسرین
- حسن رضایی